# 啟德公共運輸交匯處
啟德公共運輸交匯處（英語：Kai Tak Public Transport Interchange），位於香港九龍城區啟德發展區協調道AIRSIDE地下，公共運輸交匯處採用室內設計，內裏分設三條車坑，集巴士總站和專綫小巴總站於一身。

## 歷史
配合AIRSIDE於2023年落成啟用，原先使用協調道總站及以協調道東行「東九龍總區警察總部」站為總站的專營巴士及專綫小巴路線於2024年2月25日遷往此站。

## 總站路線資料

### 城巴78C線
- 粉嶺皇后山 ↔ 啟德

由城巴營運的一條路線，提供皇后山、軍地及馬尾下經龍山隧道、吐露港公路、大老山隧道及觀塘繞道往來牛頭角、觀塘市中心及九龍灣商貿區的巴士服務，於2023年8月19日起投入服務 ，只在星期六、日及公眾假期全日提供服務。

### 城巴78X線
- 粉嶺皇后山 ↔ 啟德

由城巴營運的一條路線，提供皇后山、軍地及馬尾下經龍山隧道、吐露港公路、大老山隧道及觀塘繞道往來觀塘商貿區及九龍灣商貿區的巴士服務，於2021年11月30日起投入服務，只在星期一至五全日提供服務。

### 九龍巴士224X線特別班次
- 啟德 ↺ 尖沙咀東

### 城巴A25線
- 啟德 ↔ 機場

於2023年4月1日投入服務，途經啟晴邨、德朗邨、土瓜灣、紅磡、尖沙咀、西九龍公路、昂船洲大橋、青嶼幹線、港珠澳大橋香港口岸及一號客運大樓。

### 過海隧道巴士608P線
- 小西灣（藍灣半島） ↔ 啟德

於2021年11月1日起投入服務，提供小西灣、杏花邨、筲箕灣、西灣河經東區海底隧道往來九龍灣及啟德的巴士服務，只於平日繁忙時間提供服務。

### 九龍區專線小巴82線
- 明愛樂恩學校 ↔ 啟德